# Broken Windows
Broken Windows är en teori inom kriminologi och metod för brottsbekämpning och brottsprevention. Broken Windows formulerades som en moralisk-politisk appell i en artikel 1982 av två amerikaner, sociologen George Kelling och statsvetaren James Wilson. 1996 skrev George Kelling och sociologen Catharine Cole boken Fixing Broken Windows: Restoring Order and Reducing Crime in Our Communities som baserar sig på artikeln från 1982. Boken tar sitt sikte på brottslighet och strategier för att kontrollera eller eliminera brott i urbana miljöer. Teorin är såväl kriminologisk som sociologisk (social kontroll).
Modellen inordnas vanligen inom kategorin kontroll- och tillfällesstrukturteori och är kriminalpolitiskt sett ideologiskt konservativ. Därmed skiljer sig den ideologiskt från konfliktteorierna.
I Sverige är teorin Fixing Broken Windows mer känd under beteckningen nolltolerans eller New York-modellen.

## Analogi och utgångspunkt

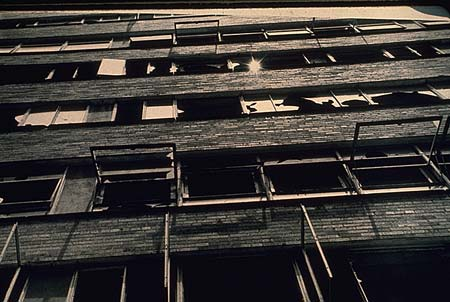
Före detta bostadsområdet Pruitt-Igoe, Saint Louis, USA.

Teorin, Broken Windows, baserar sig på en analogi: Byggnader som förfaller om de inte underhålls eller repareras snabbt efter skadegörelse, ett krossat fönster leder snabbt till fler krossade fönster. Till slut kanske personer bryter sig in i byggnaden, och om den är övergiven, kanske byggnaden även blir ockuperad med risk för att förstöras helt.
Tanken inom teorin är att förargelseväckande beteende föder dåligt beteende och det gäller att förebygga oordning innan det trappas upp. Ifall det oönskade beteendet inte åtgärdas kommer det leda till sammanbrott i den lokala kontrollen. Samhället skall reagera snabbt och hårt för att stävja en händelseutveckling i sin linda; att reparera det krossade fönstret så nära inpå krossandet som det går. Teorin menar att det sannolikt kommer leda till färre krossade fönster samt att skadegörelse utförs mer sällan. I de fall den sociala kontrollen går förlorad förfaller det berörda området, beteendena förändras, respektabla människor flyttar från området och rädslan för brott tilltar (främst bland äldre som sällan flyttar). Främlingskapet till sina grannar och sitt område uppstår. Den informella kontrollen går förlorad och området blir attraktivt för kriminalitet och troligt utsatt för en "kriminell invasion". Droger kommer byta ägare, prostitutionen ökar, och bilar demonteras.

### Konsekvens
Broken Windows kommer till två slutsatser: Småbrottsligheten och mindre antisocialt beteende kommer avskräckas, och på så vis kommer även grövre brottslighet att förebyggas. 
Teorin förespråkar en lokal polisnärvaro och beskriver en försöksverksamhet med fotpatrullerade poliser, som förvisso inte har minskat brottsligheten men - som genom ingripanden mot mindre ordningsstörande beteenden och avvikande personer - har ökat trygghetskänslan och tron hos människor att brottsligheten minskat samt stärkt förtroendet till polisen.
För Fixing Broken Windows är det viktigaste att återställa ordning på allmän plats och i bostadsområden. Teorin menar att ifall man tillåter vissa beteende kommer hela den lokala kontrollen falla samman. Här exemplifieras med att en tiggare skulle kunna vara symbolen för det första krossade fönstret. En tiggare leder lätt till fler tiggare som i sin tur med tiden ger upphov till grövre brottslighet. En missbrukare som till synes inte gör någon illa kan vara ett första tecken på ett samhälle i förfall. Om ett samhälle tillåter olika former av social oordning såsom fylleri och gäng som hänger i gatuhörn blir dessa platser lättare för rån och stölder. Därför behöver polisen återställa ordningen i lokalsamhället, ett mål med överordnat värde, något som gör att oordentliga individer och främlingar får finna sig i att inte alltid bli korrekt behandlade av polisen.

## Kritik
Inom exempelvis svenska polisutbildningen framhålls New York-modellen som ett föredöme och nolltolerans-metoden som något positivt. Men utfallet genom appliceringen av en aggressivare polismetod, som tillämpningen av Broken Windows-teori innebär, är behäftad med en rad vetenskapliga problem. Kritiken mot New York-modellen har varit hård, bland annat på grund av att tillämpning lett till dödsfall bland uteliggare och fattiga människor i New York, när de fördrivits från trapphus och olika underjordiska system där de sökt skydd från väder och vind. Sociologen och kriminologen Jock Young (1999) lyfter i boken The Exclusive Society problemet med New York-modellen och den mer aggressiva polismodellen. I boken anges att i 17 av USA:s 25 största städer minskade brottsligheten under samma tidsperiod som försöket i New York ägde rum 1993-1996. Minskningen ägde rum i städer oavsett tillämpning av en mer aggressiv polismetod eller inte. Brottsligheten minskade till och med i städer där polisstyrkan skars ner. Brottsligheten började även minska i städer runtom i den industrialiserade världen långt innan begreppet nolltolerans blev ett modeord.